# Бузатовский сельсовет
Бузатовский сельсовет — муниципальное образование в Стерлибашевском районе Башкортостана.
Административный центр — село Бузат.

## История
Согласно Закону о границах, статусе и административных центрах муниципальных образований в Республике Башкортостан имеет статус сельского поселения.

## Население
| 2002 | 2009  | 2010  | 2012  | 2013 | 2014 | 2015 |
| ---- | ----- | ----- | ----- | ---- | ---- | ---- |
| 1284 | ↘1202 | ↘1068 | ↘1031 | ↘991 | ↘952 | ↘890 |
| 2016 | 2017  | 2018  |       |      |      |      |
| ↘860 | ↘836  | ↘818  |       |      |      |      |

## Состав сельского поселения
| № | Населённый пункт | Тип населённого пункта       | Население |
| - | ---------------- | ---------------------------- | --------- |
| 1 | Бузат            | село, административный центр | ↘722      |
| 2 | Учуган-Асаново   | деревня                      | ↘264      |
| 3 | Малый Бузат      | деревня                      | ↘50       |
| 4 | Старолюбино      | деревня                      | ↗14       |
| 5 | Карамалы-Бузат   | деревня                      | →10       |
| 6 | Галей-Бузат      | деревня                      | ↘8        |